# Robert Laurent (historien)
Pour les articles homonymes, voir Robert Laurent et Laurent.
 (octobre 2020).
Robert Laurent, né le 10 septembre 1908 à Seclin et mort le 24 juin 2001 à Montpellier, est un historien français, formé par les maîtres de l'École des Annales (Lucien Febvre, Fernand Braudel), spécialiste de l'histoire économique rurale et des vignerons de la Côte d'Or.

## Biographie
Né près de Lille, à Seclin le 10 septembre 1908, il est le neveu de l'historien Georges Lefebvre et du géographe Théodore Lefebvre.
Étudiant à la faculté des lettres de Dijon, élève de Georges Chabot, il obtient la licence d'histoire et de géographie en 1930, puis un diplôme d'études supérieures sur L'Agriculture de la Côte d'Or au XIXe siècle (en 1931). Son travail est alors publié et cité en référence par Ernest Labrousse, Henri Sée et Marc Bloch. Agrégé d'histoire et de géographie en 1938, il est nommé au lycée de Nancy.
Officier de réserve, il est fait prisonnier de guerre le 15 juin 1940. Il passe cinq ans dans divers Oflag.
Professeur au lycée de Dijon de 1945 à 1950, puis détaché au CNRS, il soutient en 1955 une thèse à la Sorbonne sur Les Vignerons de la Côte d'Or au XIXe siècle (sous la direction d'Ernest Labrousse). Il est professeur d'histoire à la Faculté des Lettres de Montpellier de 1956 à 1977. Il dirige à partir de 1957 le nouveau Centre universitaire de Perpignan.
Robert Laurent est mort à Montpellier le 24 juin 2001.

## Publications
- L'Agriculture en Côte-d'Or pendant la première moitié du XIXe siècle, Dijon, Rebourseau, 1931.
- L'Octroi de Dijon au XIXe siècle, Paris, S.E.V.P.E.N., 1960.
- La Révolution française dans le Languedoc méditerranéen : 1789-1799, Toulouse, Privat, 1987.